# Markazi

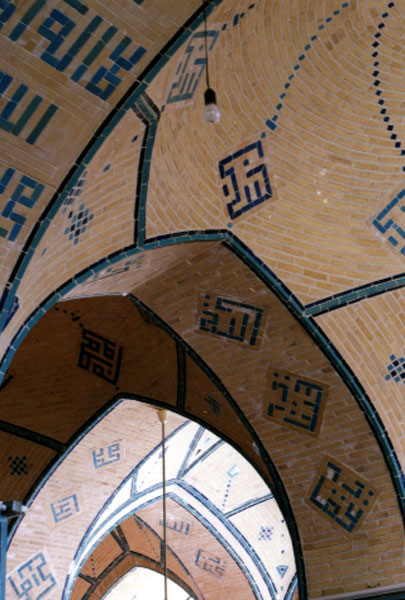
Kuppel der Moschee in Naraq

Markazi (persisch استان مرکزی, DMG ostān-e markazī, ‚Zentralprovinz‘) ist der Name einer iranischen Provinz im Nordwesten Irans. Die Hauptstadt ist Arak.
In der Provinz leben 1.429.475 Menschen (Volkszählung 2016). Die Fläche der Provinz erstreckt sich auf 29.130 Quadratkilometer. Die Bevölkerungsdichte beträgt 49 Einwohner pro Quadratkilometer.

## Geschichte
Die Stadt Chomein in der Provinz Markazi war 1902 Geburtsort von Ruhollah Chomeini, dem späteren schiitischen Geistlichen sowie politischen und spirituellen Führer der islamischen Revolution und anschließenden Errichtung der Islamischen Republik Iran von 1978 bis 1989.
Bis 1980 gehörte die Provinz Teheran zur Provinz Markazi.

## Städte und Einwohnerzahlen
| Rang | Stadt    | Einwohner (VZ 2006) |
| ---- | -------- | ------------------- |
| 1.   | Arak     | 446.760             |
| 2.   | Saveh    | 180.548             |
| 3.   | Chomein  | 064.788             |
| 4.   | Mahallat | 036.036             |
| 5.   | Delijan  | 032.272             |
| 6.   | Kerhrud  | 023.452             |

## Verwaltungsgliederung
Markazi gliedert sich in zehn Landkreise und 18 Bezirke.
| Karte                                                                                  | Landkreis | Abkürzung | Bezirk    | Hauptort |
| -------------------------------------------------------------------------------------- | --------- | --------- | --------- | -------- |
|                                                                                        |           |           |           |          |
| Arak                                                                                   | A         | Zentrum   | Arak      |          |
| Arak                                                                                   | k         | Khandab   | Arak      |          |
| Aschtian                                                                               | Ash       | Zentrum   | Aschtian  |          |
| Delijan                                                                                | D         | Zentrum   | Delijan   |          |
| Komijan                                                                                | K         | Zentrum   | Komijan   |          |
| Komijan                                                                                | m         | Milajerd  | Komijan   |          |
| Chomein                                                                                | Kh        | Zentrum   | Chomein   |          |
| Chomein                                                                                | k         | Kamareh   | Chomein   |          |
| Mahallat                                                                               | M         | Zentrum   | Mahallat  |          |
| Saveh                                                                                  | S         | Zentrum   | Saveh     |          |
| Saveh                                                                                  | n         | Nobaran   | Saveh     |          |
| Schazand                                                                               | Sh        | Zentrum   | Schazand  |          |
| Schazand                                                                               | s         | Sarband   | Schazand  |          |
| Schazand                                                                               | z         | Zalian    | Schazand  |          |
| Tafresch                                                                               | T         | Zentrum   | Tafresch  |          |
| Tafresch                                                                               | f         | Farahan   | Tafresch  |          |
| Zarandiyeh                                                                             | Z         | Zentrum   | Mamuniyeh |          |
| Zarandiyeh                                                                             | k         | Kharqan   | Mamuniyeh |          |
| Nachbarprovinzen: E: Esfahan, H: Hamadan, L: Lorestan, Qm: Qom, Qz: Qazvin, T: Teheran |           |           |           |          |

## Hochschulen
- Medizinische Hochschule Arak
- Technische Universität Arak
- Universität Arak
- Islamische Azad-Universität Chomein
- Islamische Azad-Universität Arak
- Islamische Azad-Universität Saveh
- Islamische Azad-Universität Ashtian
- Islamische Azad-Universität Tafresh
- Tarbiat Moallemn Universität Arak